# 六帶毛齒蠍魚
六帶毛齒蠍魚（學名：Tilodon sexfasciatus），又稱六帶圓蝶魚，毛齒蠍魚屬唯一物種，為輻鰭魚綱日鱸目䱨亞目柴魚科的其中一種，傳統分類為鱸形目鱸亞目舵魚科。
本魚分布於澳洲南部海域，棲息深度可達120公尺，體呈卵形，吻尖突出，體色以白色為底，頭部至尾柄具有6條深色寬橫帶條紋，側線明顯，背鰭硬棘10枚；背鰭軟條20-21枚；臀鰭硬棘3枚；臀鰭軟條17-19枚，體長可達40公分，棲息在外海岩礁區，可做為食用魚及觀賞魚。